# باریتون
باریتون (به انگلیسی: Baritone) گونه‌ای از صدای مردانه در خوانندگی است که بین صداهای باس و تِنور جای می‌گیرد.

## ویژگی
باریتون شایع‌ترین گونهٔ صدای آوازی میان مردها است. واژهٔ باریتون در کلمهٔ یونانی باریتونوس‏(به‌معنی صدای عمیق یا سنگین) ریشه دارد. نُت قطعه‌هایی که برای خوانندگان باریتون نوشته می‌شوند معمولاً برای گروه کُر حد فاصل فای دوم (F2) و چهارم (F4) و برای خوانندگان اپرا مابین سُل دوم (G2) و چهارم (G4) در نظر گرفته می‌شود. 

باریتون